# The Way You Make Me Feel
«The Way You Make Me Feel» (с англ. — «То, что ты заставляешь меня чувствовать») — песня американского музыканта Майкла Джексона. Третий сингл из седьмого студийного альбома певца Bad, выпущенный в ноябре 1987 года на лейбле Epic Records. Продюсированием совместно занимались Джексон и Куинси Джонс.
Достигнув первой позиции в американском чарте Billboard Hot 100, «The Way You Make Me Feel» стал третьим синглом № 1 из альбома Джексона. Премьера видеоклипа на песню на телевидении состоялась 31 октября 1987 года. Ролик был номинирован на статуэтку «MTV Video Music Awards» в категории «Лучшая хореография в видеоклипе».

## История создания и особенности композиции
Джексон написал «The Way You Make Me Feel» в ответ на просьбу его матери написать песню с ритмическим рисунком — шаффлом.
Именно шаффл звукорежиссёр Брюс Свиден назвал одной из главных особенностей песни. Ударник Джон Робинсон в 2017 году вспоминал: «Использование шаффла нетипично для популярной музыки. Эта композиция выделяется на общем фоне по сей день». Свиден писал, что, микшируя песню, он специально не стал применять «клинический подход»: щелчки пальцами, топот (Джексон танцевал во время записи) — всё это осталось на плёнке. «Думаю, если бы я попытался добиться стерильной чистоты трека, он потерял бы большую часть своего шарма», — вспоминал Свиден. После того, как Ларри Уильямс исполнил своё соло на саксофоне, команда Джексона записала около 30 различных звуков этого инструмента, а затем певец сам спел несколько аккордов — всё это было запрограммировано в синтезатор. «В результате, вам кажется, что звучит саксофон, а на самом деле вы слышите голос Майкла», — вспоминал трубач Гари Грант. Весь бэк-вокал в композиции состоит из большого количества дорожек вокала Джексона, которые затем были наложены друг на друга. «The Way You Make Me Feel» — одна из самых энергичных в альбоме Bad песен, отличающихся быстрым развитием. Она представляет собой композицию в сложном двенадцатидольном размере 12/8. В тексте певец рассказывает девушке о чувствах, которые он к ней испытывает. Первоначально песня называлась «Hot Fever» (с англ. — «Горячая лихорадка»).

## Выпуск сингла и реакция критиков
Песня была выпущена в качестве третьего сингла из седьмого студийного альбома Джексона Bad 9 ноября 1987 года. Достигнув первой строчки в американском чарте Billboard Hot 100, «The Way You Make Me Feel» стал третьим синглом № 1 из альбома певца. Кроме того, композиция четыре недели возглавляла список Hot R&B/Hip-Hop Songs. В общей сложности, «The Way You Make Me Feel» продержалась в чартах 18 недель — дольше всех остальных синглов из альбома Bad. Композиция получила золотые и платиновые сертификации в нескольких странах мира.
Рецензенты The New York Times в 1987 году писали: «Среди современной электронной музыки в этой песне ощущается вкус старого соула c раскачивающим ритмом и блюзовыми гармониями». В Los Angeles Times «The Way You Make Me Feel» охарактеризовали как «бегущий вприпрыжку шаффл». Журналисты Rolling Stone посчитали песню одной из лучших в альбоме Bad: «Каждое слово, каждая нота в этой песне — на своём месте, а медные духовые акцентируют внимание на каждом комплименте в тексте». «Эта песня о любви может похвастаться буйной партией духовых инструментов», — отметили в The Chicago Tribune.

## Музыкальное видео
Режиссёром видеоклипа на песню стал Джо Питка, съёмки прошли в районе Скид Роу в Лос-Анджелесе. В качестве массовки на съёмки пригласили реальных участников уличной банды Crips. Первоначально ни Джексон, ни режиссёр не планировали включать в ролик хореографическую постановку с несколькими танцорами, она не была предусмотрена в сценарии, однако, в последний момент было решено добавить её в видеоклип. Танец поставил Винсент Патерсон.
По сюжету события разворачиваются на тёмной улице. Группа мужчин-афроамериканцев видит одинокую красивую девушку, которую сыграла Татьяна Тамбтзен. Джексон хочет подойти к ней, но его не пускают и с насмешками прогоняют. Он уходит, однако его подзывает к себе сидящий поодаль старик, который даёт ему совет: «Ты хочешь быть как те парни, но они ничего из себя не представляют. Почему бы тебе просто не быть собой? Соберись и выпусти своё „я“». Джексон решается и появляется на пути девушки. Мужчины неподалёку продолжают комментировать происходящее, один из них кричит: «Что он делает? Кажется, я сказал ему идти домой… Смотри, она пройдёт мимо». Она, действительно, проходит мимо, однако Джексон громким возгласом привлекает к себе её внимание, девушка останавливается. Начинает звучать «The Way You Make Me Feel», молодая женщина пытается продолжить свой путь, но певец следует за ней, рассказывая в песне, какие чувства она в нём вызывает. Во время заключительного проигрыша к певцу присоединяются несколько танцоров, как только песня завершается, Джексон исчезает из кадра. Девушка ищет его вокруг, в конце концов, певец подходит к ней и они обнимаются — именно этот момент запечатлён на обложке сингла.
Было смонтировано три версии видеоклипа: 7-ми и 9-минутная версии вошли в сборники музыкальных видео Джексона Number Ones, Video Greatest Hits — HIStory и Michael Jackson’s Vision; эксклюзивный полный 25-минутный короткометражный фильм демонстрировался гостям ранчо певца Неверлэнд и остаётся официально не изданным.
Премьера музыкального видео на телевидении состоялась 31 октября 1987 года. В 1988 году видеоклип был номинирован на MTV Video Music Awards за «Лучшую хореографию в видео».

## Концертные выступления
Впервые Джексон исполнил «The Way You Make Me Feel» в 1988 году на церемонии вручения наград «Грэмми», позднее в том же году музыкант включил песню в сет-лист второй части его мирового сольного тура Bad World Tour (1988—1989). Джексон всегда исполнял первый куплет и припев в замедленном темпе — в этой версии ярче были выражены блюзовые гармонии композиции. Песня звучала на нескольких концертах мировых туров Джексона Dangerous World Tour (1992 г.) и HIStory World Tour (1996—97 гг). В 2001 году, на одном из двух шоу, посвящённых 30-летию сольной карьеры певца, Джексон исполнил «The Way You Make Me Feel» дуэтом с Бритни Спирс. Планировалось, что песня прозвучит на несостоявшемся в связи со смертью музыканта турне This Is It.
Концертное выступление с «The Way You Make Me Feel» было выпущено на DVD Live at Wembley July 16, 1988. Репетиция для тура This Is It вошла в документальный музыкальный фильм «Майкл Джексон: Вот и всё».

## Список композиций
- 7" (номер в каталоге Epic Records — 34-07645)[34]

| №  | Название                   | Длительность |
| -- | -------------------------- | ------------ |
| 1. | «The Way You Make Me Feel» | 4:26         |

| №  | Название                                  | Длительность |
| -- | ----------------------------------------- | ------------ |
| 2. | «The Way You Make Me Feel» (Instrumental) | 4:26         |

- 12" (номер в каталоге Epic Records — 651275 6)[34]

| №  | Название                                            | Длительность |
| -- | --------------------------------------------------- | ------------ |
| 1. | «The Way You Make Me Feel» (Dance Extended Mix)     | 7:53         |
| 2. | «The Way You Make Me Feel» (Dance Remix Radio Edit) | 5:20         |

| №  | Название                                 | Длительность |
| -- | ---------------------------------------- | ------------ |
| 3. | «The Way You Make Me Feel» (Dub Version) | 5:06         |
| 4. | «The Way You Make Me Feel» (A Cappella)  | 4:30         |

## Участники записи
| - Майкл Джексон — музыка, текст, вокал, бэк-вокал, щелчки пальцами, аранжировка ритма и вокала - Джон Робинсон — ударные - Дуглас Гетчел — программирование синтезаторов - Эрик Гейт, Дэвид Уильямс — гитары - Ким Хатчкрофт и Ларри Уильямс — саксофоны - Гари Грант, Джерри Хэй — трубы - Олли Е. Браун, Паулинью да Кошта — перкуссия | - Кристофер Карелл — синклавир, щелчки пальцами - Джон Барнс и Майкл Боддикер, Грег Филингейнс — синтезаторы - Ларри Уильямс — программирование синтезаторов - Джерри Хей — аранжировка духовых |

## Позиции в чартах и сертификации
| Чарт (1987—88)          | Высшая позиция |
| ----------------------- | -------------- |
| Австралия               | 5              |
| Австрия                 | 15             |
| Бельгия (Фландрия)      | 2              |
| Великобритания          | 3              |
| Германия                | 12             |
| Ирландия                | 1              |
| Канада                  | 7              |
| Нидерланды              | 6              |
| Новая Зеландия          | 2              |
| США (Hot 100)           | 1              |
| США (R&B/Hip-Hop Songs) | 1              |
| Франция                 | 29             |
| Швейцария               | 8              |
| ЮАР                     | 16             |

| Страна               | Сертификат    |
| -------------------- | ------------- |
| Австралия (ARIA)     | Золотой       |
| Дания (IFPI)         | Платиновый    |
| Великобритания (BPI) | Платиновый    |
| США (RIAA)           | 2× Платиновый |